# 彼得罗夫斯基体育场
彼得罗夫斯基体育场（俄语：«Петровский»）是一个有众多建筑组成的体育中心。是其中的“大体育竞技场，是圣彼得堡泽尼特足球俱乐部的主场 ，也是通常所指的“彼得罗夫斯基体育场”。
体育中心也包含另一个小足球场, 叫做小体育竞技场（俄语：Малая спортивная арена，簡稱МСА）。在2008年，МСА被用作许多圣彼得堡低级别联赛的主场：圣彼得堡迪纳摩足球会、圣彼得堡泽尼特二队以及摩爾曼斯克北方足球會。整个体育中心坐落在彼得格勒的一边，圣彼得堡城中的彼得罗夫斯基岛上。彼得罗夫斯基岛是涅瓦河上的一个小岛，和周围的克列斯托夫斯基岛和彼得格勒岛之间有多座桥梁相连。

## 观众容量
大体育竞技场现在可以容纳21405名观众观看比赛。

## 历史
在这个地点的第一座体育场由捷克建筑师 Aloise Wejwoda设计，建造于1924-1925年之间。在第二次世界大战期间，体育场被彻底摧毁。 1957年到1961年 ，体育场被建筑师N.V. Baranov, O.I. Guryev 以及 V.M. Fromzel完全重建. 在当时， 体育场的容量是33000个坐席。在1980年夏季奥林匹克运动会之前，彼得罗夫斯基体育场经历了主要设施的重建和修缮。 
自从在彼得罗夫斯基体育场举办的1994年的友好运动会之后，这座体育场开始被全世界所熟知。 当时, 在主要设施重建后，球场的座位数调整为设计更加舒适的21405个坐席。所有坐席都是由防水的耐用塑料做成的。 依据座位区域和距离球场远近的不同，座位有不同的颜色。

## 现在
圣彼得堡泽尼特现在把彼得罗夫斯基体育场作为球队的主场。
除了体育比赛, 体育场也经常举办音乐节，娱乐项目，以及节庆时的娱乐场所。

## 照片

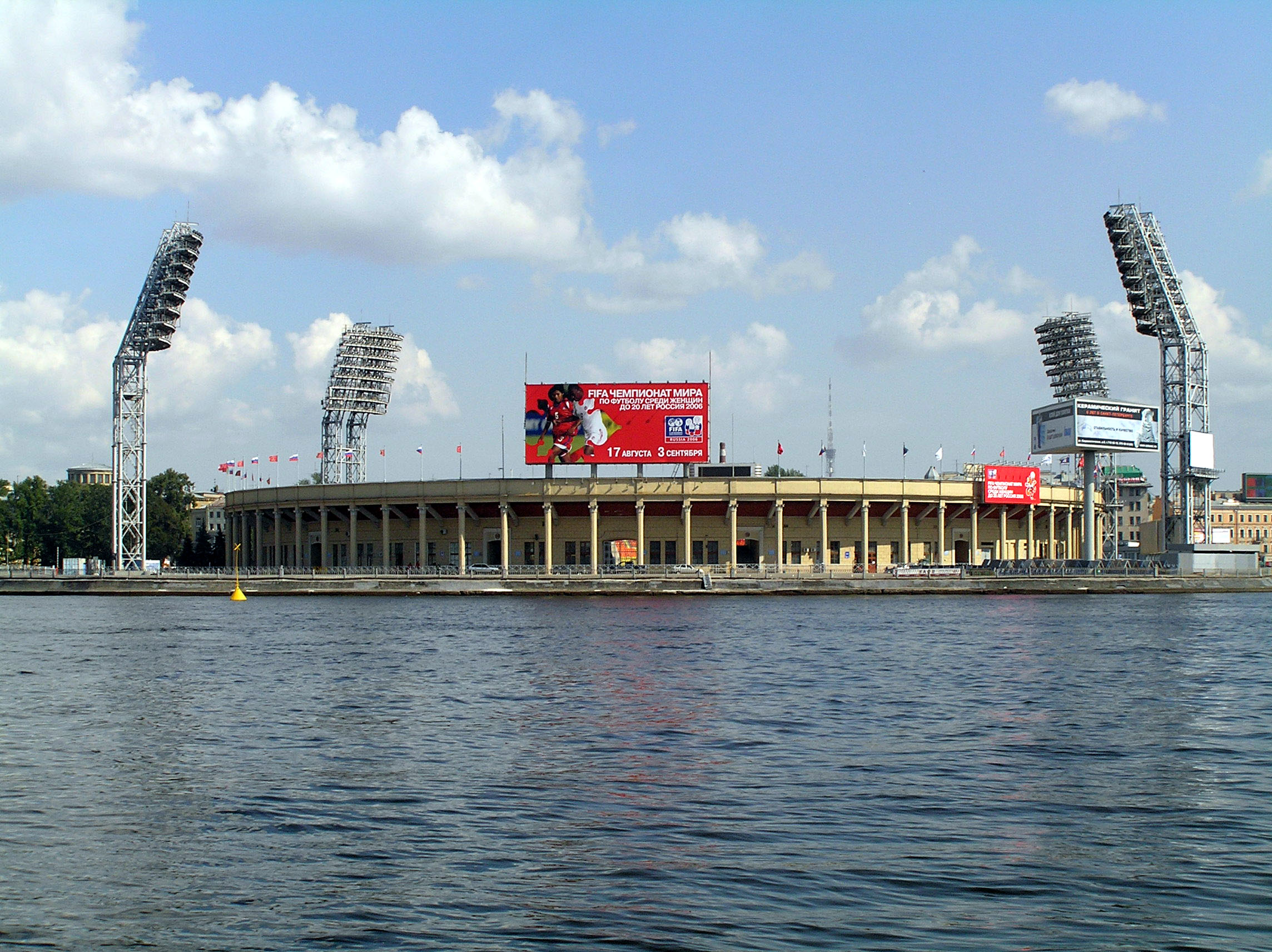
体育场正面
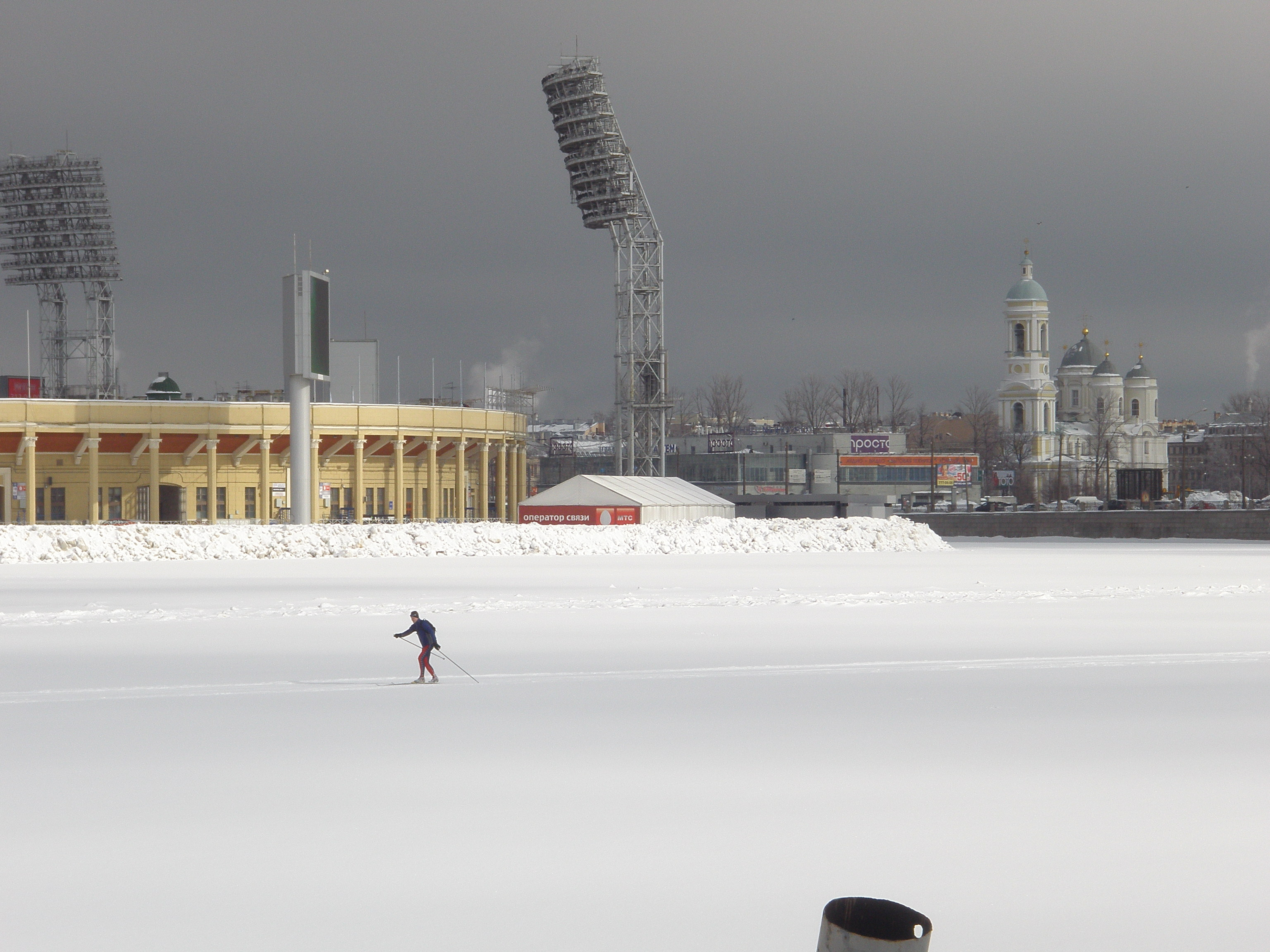
冬季从圣弗拉基米尔大教堂看到的体育场正面
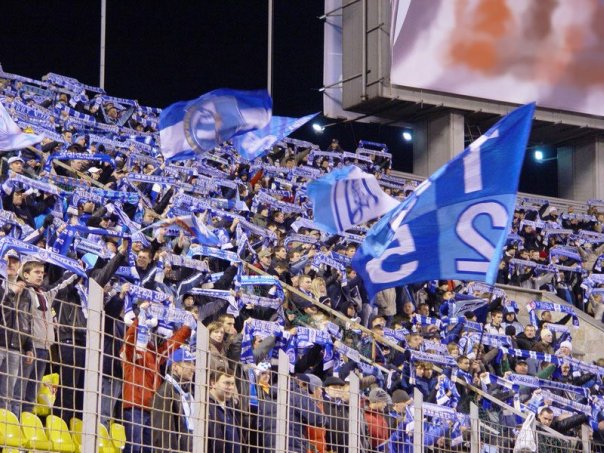
2008年球场里的泽尼特球迷
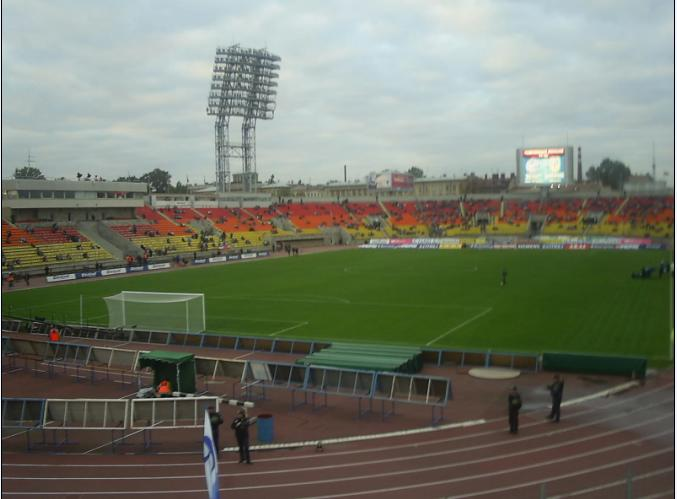
2005年的彼得罗夫斯基体育场